# Eugenie Hauptmann

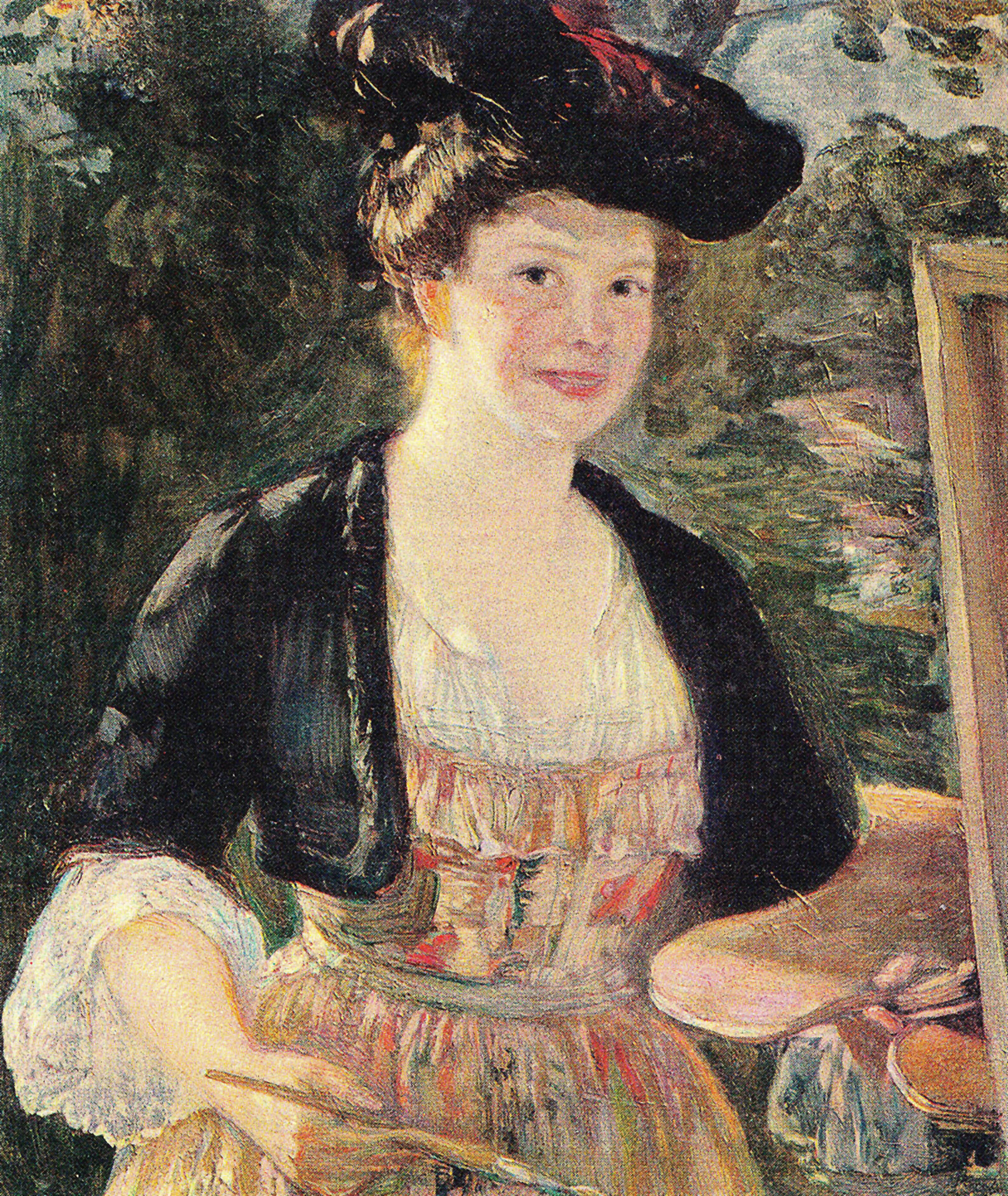
Selbstporträt der Malerin Eugenie Hauptmann-Sommer

Eugenie Hauptmann, geb. Sommer (* 13. April 1865 in Böhmisch Leipa; † 18. Mai 1933 ebenda), war eine deutschböhmische Genre- und Porträtmalerin. Sie wurde insbesondere durch ihre Mädchen-Porträts und die stimmungsvollen Bilder aus dem städtischen Umfeld bekannt.

## Leben und Wirken

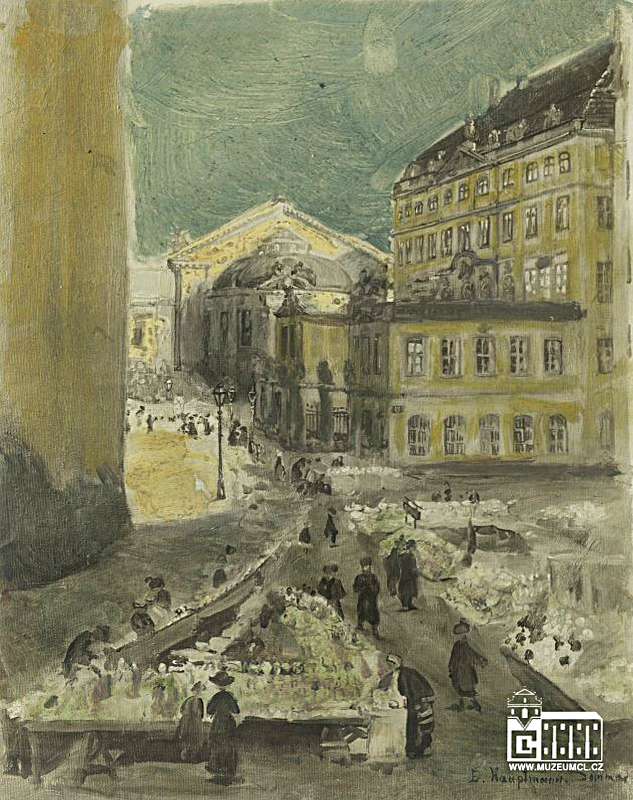
Markt in Dresden am Coselpalais (um 1910)

Eugenie Sommer wurde in der Familie des Bankiers und Unternehmers Eduard Sommer und seiner Frau Franziska, geb. Greschl geboren. Ihr Lehrer Johann Nepomuk Willomitzer (1818–1886) bemerkte ihr Talent zum Malen, so dass sie ab dem 13. Lebensjahr die Malschule des Malers Eduard Steffen (1839–1893) in Böhmisch Leipa besuchen konnte. Auf seine Empfehlung hin studierte sie dann an der Wiener Akademie, wo sie ihr Studium erfolgreich abschloss. Danach absolvierte sie eine weitere Ausbildung an der Kunstakademie Dresden und studierte außerdem an der Kunstakademie München und der Kunstakademie in Paris. Durch ihr Studium in Frankreich konnte sie ihre Fähigkeiten in der Porträtmalerei erheblich bereichern.
Danach arbeitete sie einige Zeit am Kunsthistorischen Museum in Wien als Restauratorin. Im Jahr 1894 kehrte sie nach Böhmisch Leipa zurück und heiratete den Arzt MUDr. Eduard Hauptmann. Da ihr Mann bereits 1901 starb, ging sie 1902 mit Hilfe eines Stipendiums nach München. Sie lebte dann fünf Jahre in Dresden, wo auch ihr Gemälde Wochenmarkt in Dresden entstand. Während eines Aufenthalts in Bautzen übernahm sie die Ausgestaltung und Dekoration einer Villa. Die Malerin reiste gern und stellte ihre Werke in zahlreichen europäischen Städten aus, z. B. in Prag, München, Dresden und London. Sie kehrte jedoch immer wieder nach Böhmisch Leipa in ihr Haus in der Marienstraße 5 zurück. Für die Kirchen ihrer Heimatstadt hat sie zahlreiche Gemälde geschaffen, z. B. das Gemälde der hl. Maria Magdalena in der Maria-Magdalenen-Kirche und das Bild des hl. Alois sowie die Medaillons der Kirchenbänke in der Kirche der Kreuzerhöhung. Ein weiteres Gemälde befindet sich in der Kapelle in Modlivý důl (Betgraben) bei Svojkov (Schwoika). Außerdem malte sie ein Porträt von Arnold Rosenthal, dem Besitzer der örtlichen Papierfabrik. Sie war Mitglied des Metznerbundes und starb in ihrer Heimatstadt im Jahr 1934.
Im Jahr 2016 hat das Heimatmuseum und die Galerie Česká Lípa eine Ausstellung über das Wirken der Malerin Eugenie Hauptmann-Sommer gezeigt. Das Heimatmuseum besitzt eine Mappe mit losen Blättern, auf denen Fotografien ihrer Werke, meist Mädchenporträts, aufgeklebt sind. Diese Mappe stellt eine Art Angebotskatalog dar und wurde 1934 bei der Versteigerung des Besitzes der verstorbenen Malerin vom Museum erworben. Sie war eine vielseitige Malerin, die Porträts von bedeutenden Persönlichkeiten mit verschiedenen Berufen malte: Baumeister, Professoren, kirchliche Würdenträger und Fabrikarbeiterinnen. In der Mappe befindet sich auch das Foto eines Stilllebens. Sie malte hauptsächlich Porträts junger Mädchen, die meist in weißen Kleidern auf Bänken sitzen, einen Hund, einen Vogel oder eine Katze haltend, die uns in die Belle Époque führen und meisterhaft die Atmosphäre der Zeit um 1900 beschreiben. Im Angebotskatalog findet man auch Hinweise darauf, wo das Gemälde ausgestellt wurde und an wen es verkauft wurde. Nach dem  Ersten Weltkrieg lebte sie offenbar zurückgezogen und verarmt vom Verkauf ihrer Bilder.

## Werke (Auswahl)
- Selbstporträt der Künstlerin, Heimatkundemuseum und Galerie in Česká Lípa
- Arnold Rosenthal, Besitzer der Kartonagenfabrik in Böhmisch Leipa, Heimatkundemuseum und Galerie in Česká Lípa
- Markt in Dresden am Coselpalais, Heimatkundemuseum und Galerie in Česká Lípa
- Jugend (Rosenzeit), Heimatkundemuseum und Galerie in Česká Lípa
- Holländerin, Heimatkundemuseum und Galerie in Česká Lípa
- Mädchen mit Kaninchen, Heimatkundemuseum und Galerie in Česká Lípa
- Komtess Sofie Šternberk, Heimatkundemuseum und Galerie in Česká Lípa
- Dame mit Katze (um 1923), Heimatkundemuseum und Galerie in Česká Lípa[7]